# Ethylcyclohexan
Ethylcyclohexan ist eine chemische Verbindung aus der Gruppe der gesättigten cyclischen Kohlenwasserstoffe und zählt damit auch zu den Alicyclen.

## Vorkommen
Ethylcyclohexan kommt in Tabakrauch vor.

## Gewinnung und Darstellung
Ethylcyclohexan kann durch Reduktion aus 1-Ethylcyclohexen oder Ethylbenzol gewonnen werden.

## Eigenschaften
Ethylcyclohexan ist eine farblose, leicht entzündbare Flüssigkeit mit süßlichem, aromatischem Geruch, die praktisch unlöslich in Wasser ist.

## Verwendung
Ethylcyclohexan wird als Lösungsmittel bei der Herstellung des Akarizids Propargit verwendet.

## Sicherheitshinweise
Die Dämpfe von Ethylcyclohexan können mit Luft ein explosionsfähiges Gemisch (Flammpunkt 18 °C, Zündtemperatur 260 °C) bilden.